# Просека

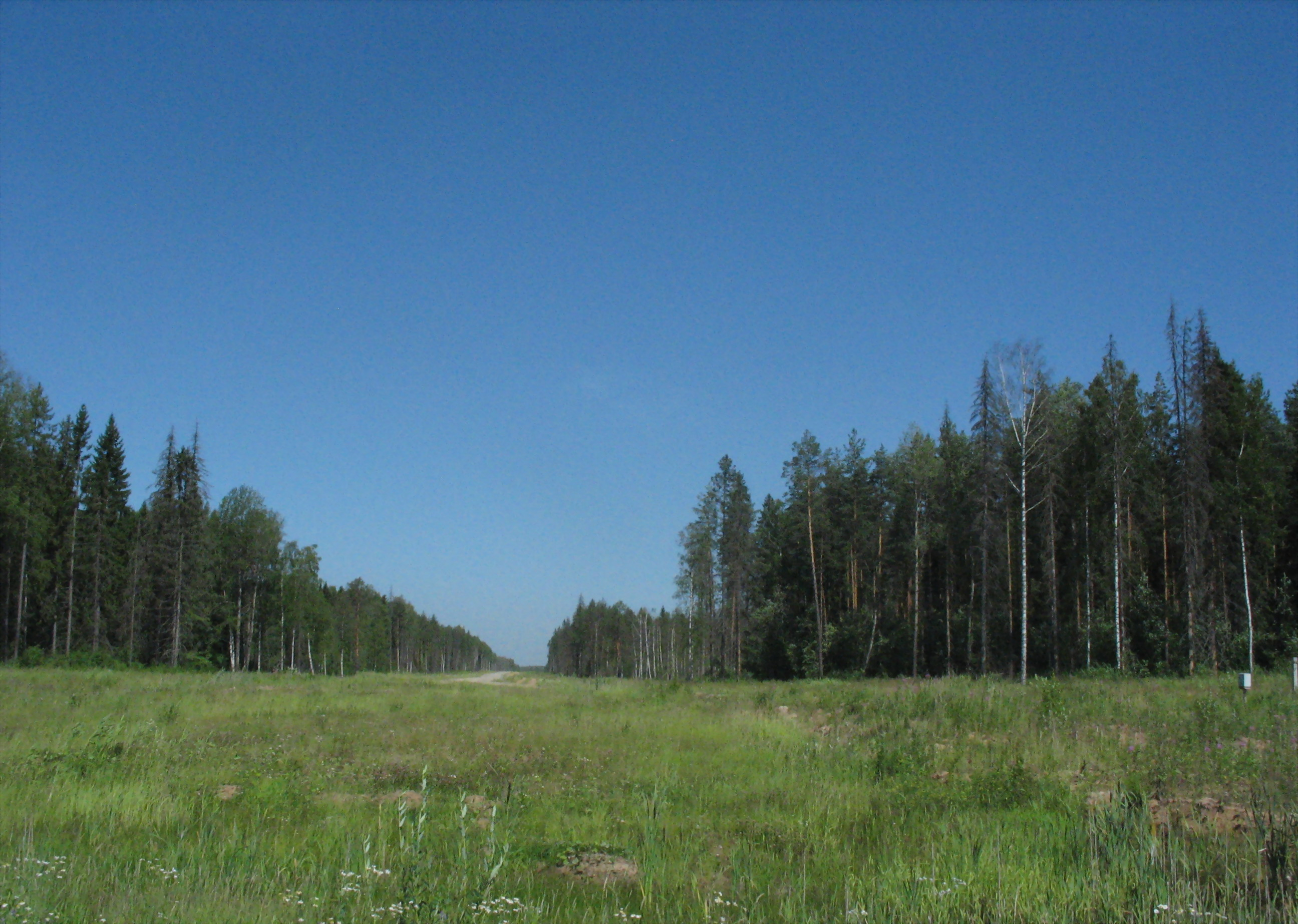
Просека под будущую автодорогу Кинешма — Островское

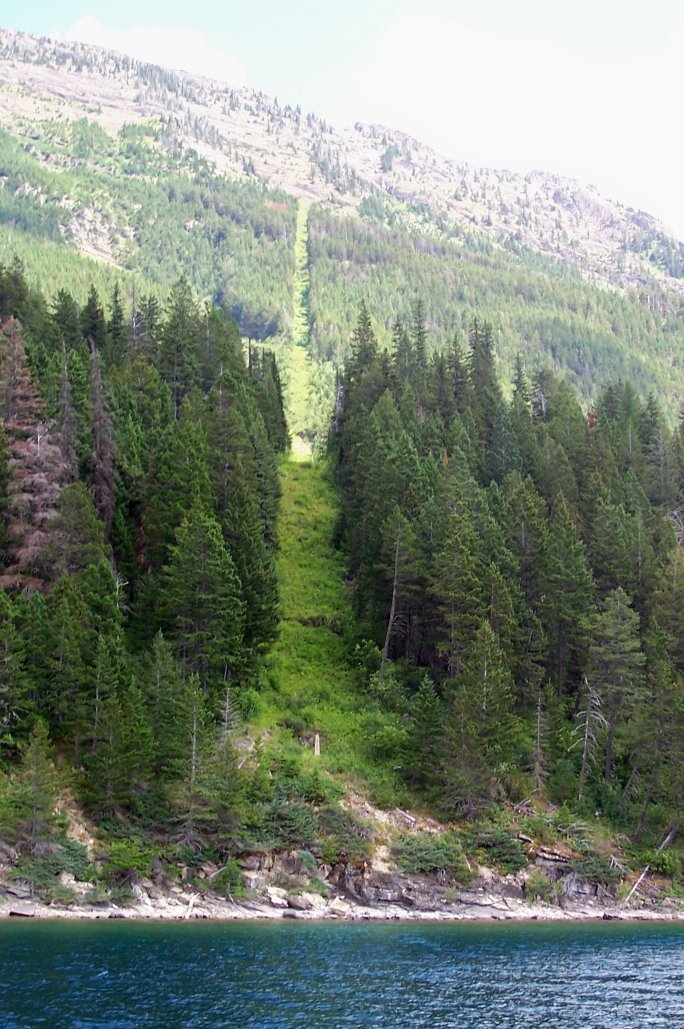
Граница Канады и США между провинцией Альберта и штатом Монтана — просека шириной в 6 метров

Про́сека или про́сек — узкая полоса, прорубаемая в лесу с целью обозначения границ лесных кварталов, при производстве топографической съёмки, различных изысканий, прокладке линий электропередачи, трубопроводов, для продвижения войск и боевой техники, для защиты леса от повреждений пожарами и пр.
При лесоустройстве проводят прорубку и расчистку квартальных просек на ширину 0,5 метра, а расширение их до 4 метров осуществляется в последующие годы работниками лесхоза.
В равнинных лесах просека разделяет лес на кварта́лы, являющиеся хозяйственными единицами. Обычно ширина просеки 2—6 метров, но иногда противопожарные просеки и просеки, служащие дорогами, имеют ширину до 10 метров и больше.
В городской черте просека может включаться в структуру уличных образований. Примеры: 1-й — 6-й Лучевой, Майский и Поперечный просеки на территории парка «Сокольники» в Москве.
Граница Канады и США в лесистой местности обозначена просекой шириной в 20 футов (около 6 метров).